# 岳州
岳州，中国古代的州。
隋朝开皇九年（589年）改巴州置州。治所在巴陵县（今岳阳市）。唐朝时，辖今湖南洞庭湖东、南、北沿岸各县地，后略小。南宋绍兴二十五年（1155年），因名同岳飞姓，改为纯州，旋恢复旧称。元朝改为岳州路，明朝改为岳州府。1913年废。

## 行政区划
- 巴陵縣（今湖南省岳陽市）
- 華容縣（今湖南省華容縣治河渡鎮潘家村，本安南縣，開皇十八年更名華容縣，垂拱二年更名容城縣，神龍元年復名華容縣）
- 橋江縣（本藥山縣，開皇九年更名安樂縣，十八年更名沅江縣，乾寧年間更名橋江縣，宋室南渡後改隸常德府）
- 湘陰縣（本岳陽縣，開皇十一年更名湘陰縣，併玉山縣，武德八年併羅縣，淳化四年改隸潭州）
- 平江縣（今湖南省平江縣安定鎮中縣坪，神龍三年析湘陰縣置昌江縣，改治今湖南省平江縣漢昌街道，同光元年改平江縣）
- 羅　縣（開皇九年併吳昌、湘濱二縣，武德八年省入湘陰縣）
- 臨湘縣（淳化元年升王朝場為王朝縣，改臨湘縣）

## 行政长官

### 唐代
- 岳州刺史
  - 王武宣 貞觀年間
  - 楊思禮 貞觀年間

- 巴陵太守
  - 高元彧 貞觀年間

- 岳州刺史
  - 薛仁方 高宗年間
  - 楊　諲 高宗年間
  - 李素節 永隆元年（680年）
  - 郭待舉 光宅元年（684年）
  - 崔言道 武后年間
  - 鄭子況 武后年間
  - 張　說 開元四年-開元五年（716年-717年）
  - 牛　肅 開元年間

- 巴陵太守
  - 盧幼臨 天寶五載（746年）
  - 韋　斌 天寶五載（746年）
  - 劉　縉 天寶年間

- 岳州刺史
  - 夏侯宋客 上元元年-廣德元年（760年-763年）
  - 李　萼 大曆元年（766年）
  - 裴　某 大曆三年-大曆四年（768年-769年）
  - 夏　深 大曆年間
  - 許子端 大曆年間
  - 元　持 大曆年間
  - 楊　諫 大曆年間
  - 張建封 建中二年-建中四年（781年-783年）
  - 韋　繫 貞元年間
  - 李　萼 貞元年間
  - 路　怤 貞元年間
  - 李　俊 貞元年間
  - 程　異 貞元二十一年（805年）
  - 竇　庠 永貞元年（805年）
  - 李　位 元和六年（811年）前后
  - 盧士瑛 元和六年（811年）
  - 李象古 元和十年（815年）
  - 陸　亙 元和十三年（818年）前
  - 元　偕 元和十五年（820年）前
  - 王　堪 元和十五年（820年）
  - 張　愉 長慶元年（821年）
  - 韓　常 寶曆年間
  - 徐希仁 大和二年（828年）
  - 韋　某 大和三年（829年）
  - 杜師仁 大和三年-大和四年（829年-830年）
  - 馮　芫 大和五年（831年）
  - 李　虞 開成元年（836年）
  - 李　遠 大中年間
  - 李　肱 大中年間
  - 濮陽公 咸通四年（863年）
  - 嚴　某 咸通六年（865年）
  - 崔芸卿 咸通九年（868年）
  - 　琮 咸通十四年（873年）
  - 薛　位 中和三年（883年）
  - 韓師德 中和四年（884年）
  - 杜　洪 中和四年-光啟二年（884年-886年）
  - 鄧進思 光啟二年-天復二年（886年-902年）
  - 鄧進忠 天复二年-天復三年（902年-903年）
  - 許德勛 天復三年-天祐三年（903年-906年）
  - 陳知新 天祐三年-天祐四年（906年-907年）
  - 陳處政
  - 元利濟
  - 弘農公

### 五代
- 岳州刺史
  - 許德勛 梁太祖開平年間
  - 苑　玫 梁太祖乾化年間
  - 李廷規 唐明宗天成年間
  - 王　贇 漢高祖乾祐年間
  - 宋德權 周太祖年間

### 宋代
- 岳州防禦使
  - 馬仁瑀 乾德元年（963年）
- 知岳州
  - 閻　象 太平興國元年-太平興國三年（976年-978年）
  - 董　儼 至道二年-咸平二年（996年-999年）
- 判岳州
  - 李繼捧 咸平二年-咸平四年（999年-1001年）
- 知岳州
  - 姚　鉉 大中祥符五年-大中祥符六年（1012年-1013年）
  - 宋至和 大中祥符六年-大中祥符九年（1013年-1016年）
  - 歐陽潁 大中祥符九年-天禧二年（1016年-1018年）
  - 朱顯之 天禧二年-天禧五年（1018年-1021年）
  - 陳孝威 天禧五年-天聖元年（1021年-1023年）
  - 張　仿 天聖元年-天聖三年（1023年-1025年）
  - 張　稹 天聖三年-天聖六年（1025年-1028年）
  - 韓　瀆 明道二年-景祐三年（1033年-1036年）
  - 句希仲 寶元元年-康定元年（1038年-1040年）
  - 張中行 康定元年-慶曆二年（1040年-1042年）
  - 楊　畋 慶曆二年-慶曆四年（1042年-1044年）
  - 滕宗諒 慶曆四年-慶曆六年（1044年-1046年）
  - 張　肅 慶曆七年-皇祐二年（1047年-1050年）
  - 張　式 皇祐二年（1050年）
  - 孫　琳 皇祐三年-皇祐五年（1051年-1053年）
  - 朱顯之 至和元年-嘉祐元年（1054年-1056年）
  - 朱壽昌 嘉祐元年-嘉祐四年（1056年-1059年）
  - 趙尚之 治平二年-熙寧元年（1065年-1068年）
  - 鄭民瞻 元豐元年-元豐三年（1078年-1080年）
  - 黃　沐 元豐三年-元豐四年（1080年-1081年）
  - 李　觀 元豐四年-元豐七年（1081年-1084年）
  - 鄭　憺 元豐七年-元祐元年（1084年-1086年）
  - 吳安肅 元祐元年-元祐三年（1086年-1088年）
  - 王　綸 元祐五年-元祐七年（1090年-1092年）
  - 王　震 紹聖二年-紹聖四年（1095年-1097年）
  - 楊器之 元符三年-崇寧元年（1100年-1102年）
  - 曾　肇 崇寧二年（1103年）
  - 孫　勰 政和三年-政和六年（1113年-1116年）
  - 傅惟肖 政和七年-重和元年（1117年-1118年）
  - 王俊義 宣和三年-宣和四年（1121年-1122年）
  - 張汝明 宣和四年-宣和五年（1122年-1123年）
  - 蕭　淵 宣和五年-宣和六年（1123年-1124年）
  - 邢　倞 宣和七年-靖康元年（1125年-1126年）
  - 余應求 建炎二年-建炎三年（1128年-1129年）
  - 袁　植 建炎三年-建炎四年（1129年-1130年）
  - 吳　錫 建炎四年-紹興元年（1130年-1131年）
  - 趙士諒 紹興元年（1131年）
  - 王　聲 紹興元年（1131年）
  - 范寅敷 紹興元年-紹興三年（1131年-1133年）
  - 劉　愿 紹興三年-紹興四年（1133年-1134年）
  - 程千秋 紹興四年（1134年）
  - 張　觷 紹興四年-紹興五年（1134年-1135年）
  - 程千秋 紹興五年-紹興七年（1135年-1137年）
  - 趙尚之 紹興七年-紹興十年（1137年-1140年）
  - 鄧純赤 紹興十年-紹興十二年（1140年-1142年）
  - 范　淙 紹興十四年-紹興十六年（1144年-1146年）
  - 李遇龍 紹興十七年-紹興二十年（1146年-1150年）
  - 呂思宣 紹興二十三年-紹興二十五年（1153年-1155年）
  - 王　趯 紹興二十六年-紹興二十九年（1156年-1159年）
  - 蘭師稷 紹興二十九年-紹興三十一年（1159年-1161年）
  - 方　擴 紹興三十一年-隆興二年（1161年-1164年）
  - 錢　建 隆興二年-乾道三年（1164年-1167年）
  - 劉穀竪 乾道三年-乾道六年（1167年-1170年）
  - 王伯時 乾道六年-乾道七年（1170年-1171年）
  - 王　習 乾道七年-淳熙元年（1171年-1174年）
  - 莫若沖 淳熙元年-淳熙四年（1174年-1177年）
  - 李光邦 淳熙五年-淳熙七年（1178年-1180年）
  - 趙善待 淳熙七年-淳熙九年（1180年-1182年）
  - 張　溥 淳熙九年-淳熙十二年（1182年-1185年）
  - 董袞臣 淳熙十二年-淳熙十五年（1185年-1188年）
  - 劉　俁 紹熙元年-紹熙四年（1190年-1193年）
  - 沈　合 紹熙五年-慶元二年（1194年-1196年）
  - 葉　挺 慶元三年-慶元六年（1197年-1200年）
  - 馬子嚴 慶元六年-嘉泰二年（1200年-1202年）
  - 趙善稼 嘉泰二年-嘉泰四年（1202年-1204年）
  - 黃　何 嘉泰四年-開禧元年（1204年-1205年）
  - 胡朝潁 開禧元年-開禧三年（1205年-1207年）
  - 曹　格 開禧三年-嘉定二年（1207年-1209年）
  - 張惠卿 嘉定二年（1209年）
  - 曹　格 嘉定二年（1209年）
  - 陳　邕 嘉定二年-嘉定三年（1209年-1210年）
  - 黃　渙 嘉定三年-嘉定四年（1210年-1211年）
  - 曾　寧 嘉定四年-嘉定六年（1211年-1213年）
  - 孟　植 嘉定六年-嘉定八年（1213年-1215年）
  - 王其賢 嘉定九年-嘉定十年（1216年-1217年）
  - 張聲道 嘉定十一年-嘉定十三年（1218年-1220年）
  - 虞旒孫 嘉定十四年-嘉定十六年（1221年-1223年）
  - 孟之經 嘉定十六年-寶慶元年（1223年-1225年）
  - 章　塤 寶慶元年-寶慶三年（1225年-1227年）
  - 方世京 寶慶三年-紹定元年（1227年-1228年）
  - 蔡　開 紹定元年-紹定二年（1228年-1229年）
  - 陳士表 紹定二年-紹定四年（1229年-1231年）
  - 留　碩 紹定四年-端平元年（1231年-1234年）
  - 趙善瀚 端平元年-嘉熙元年（1234年-1237年）
  - 李曾伯 嘉熙元年-嘉熙二年（1237年-1238年）
  - 孟　珙 嘉熙二年-嘉熙三年（1238年-1239年）
  - 汪有開 淳祐四年-淳祐六年（1244年-1246年）
  - 謝　焱 淳祐十一年（1251年）
  - 趙汝巋 淳祐十一年-寶祐二年（1251年-1254年）
  - 孟　英 景定元年-景定四年（1260年-1263年）
  - 張　璹 景定四年-咸淳元年（1263年-1265年）
  - 李應春 咸淳元年-咸淳四年（1265年-1268年）
  - 張天驥 咸淳五年-咸淳七年（1268年-1271年）
  - 高世傑 咸淳十年-德祐元年（1274年-1275年）